# Ліверпуль (Пенсільванія)
Ліверпуль (англ. Liverpool) — місто (англ. borough) в США, в окрузі Перрі штату Пенсільванія. Населення — 960 осіб (2020).

## Географія
Ліверпуль розташований за координатами 40°34′24″ пн. ш. 76°59′33″ зх. д. / 40.57333° пн. ш. 76.99250° зх. д. (40.573461, -76.992598).  За даними Бюро перепису населення США в 2010 році місто мало площу 2,28 км², з яких 2,28 км² — суходіл та 0,00 км² — водойми.

## Демографія
Згідно з переписом 2010 року, у селищі мешкало 955 осіб у 427 домогосподарствах у складі 256 родин. Густота населення становила 419 осіб/км².  Було 464 помешкання (203/км²).
Расовий склад населення:
| - 96,3 % — білих - 1,0 % — азіатів - 0,5 % — чорних або афроамериканців - 0,2 % — вихідців з тихоокеанських островів - 0,1 % — корінних американців |

До двох чи більше рас належало 1,4 %. Частка іспаномовних становила 0,6 % від усіх жителів.
За віковим діапазоном населення розподілялося таким чином: 21,4 % — особи молодші 18 років, 61,5 % — особи у віці 18—64 років, 17,1 % — особи у віці 65 років та старші. Медіана віку мешканця становила 40,2 року. На 100 осіб жіночої статі у селищі припадало 89,5 чоловіків;  на 100 жінок у віці від 18 років та старших — 91,1 чоловіків також старших 18 років.
Середній дохід на одне домашнє господарство  становив 51 613 долари США (медіана — 46 650), а середній дохід на одну сім'ю — 63 991 долар (медіана — 52 464). Медіана доходів становила 46 293 долари для чоловіків та 35 769 доларів для жінок. За межею бідності перебувало 11,3 % осіб, у тому числі 15,7 % дітей у віці до 18 років та 3,7 % осіб у віці 65 років та старших.
Цивільне працевлаштоване населення становило 395 осіб. Основні галузі зайнятості: освіта, охорона здоров'я та соціальна допомога — 22,5 %, транспорт — 14,9 %, публічна адміністрація — 12,4 %.